# Pauline van der Wildt

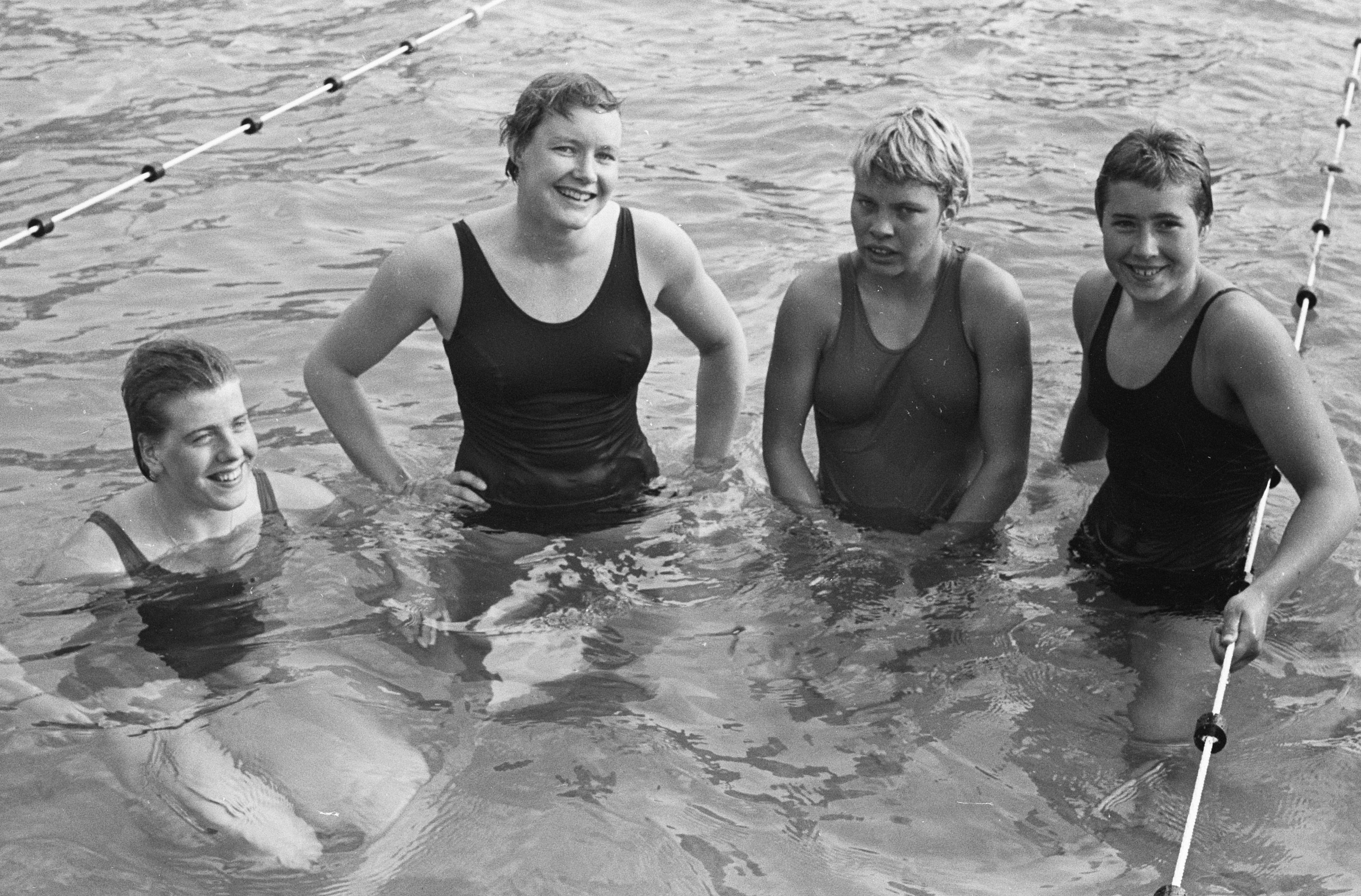
Pauline van der Wildt met Cocky Gastelaars, Ineke Tigelaar en Adrie Lasterie in 1962

Paulina Jacoba (Pauline) van der Wildt (Schiedam, 29 januari 1944) is een voormalig  topzwemster op de vrije slag, die namens Nederland eenmaal deelnam aan de Olympische Spelen: Tokio 1964.
In de Japanse hoofdstad maakte Van der Wildt, lid van zwemclub SZC,  als startzwemster deel uit van de estafetteploeg, die de bronzen medaille won op de 4x100 meter vrije slag: 4.12,0. Die winnende tijd was destijds goed voor een Europees record. Aan de overwinning ging een verbeten duel vooraf met Hongarije, dat een tiende later aantikte. Haar collega's in die voor Van der Wildt memorabele race waren Toos Beumer (tweede zwemster), Winnie van Weerdenburg (derde zwemster) en Erica Terpstra (slotzwemster).